# 펌프 잇 업 제로
펌프 잇 업 제로(Pump it up Zero)는 펌프 잇 업의 12번째 작품으로, 국제에서는 7번째 작품에 해당된다. 2006년 1월 28일에 출시하였으며, 하드웨어와 인터넷 랭킹이 가능하다. 인터페이스는 새롭게 바뀌었다. 예를 들어 ↖쪽이 모드선택, ↗쪽이 채널선택, ↙와 ↘는 곡 선택을 할 수 있다. 그리고 제로부터는 곡 선택중에 BGA뷰를 볼 수 있게 되었다. 그러나 제로의 인터페이스가 대부분의 유저들이 조금 불편함이 있었으므로 NX부터 엑스트라식의 인터페이스로 변경된 원인이 된다. 이 버전에서는 초보자들이 입문하는 이지 스테이션과 펌프 잇 업 최초로 미션 모드인 미션 스테이션이 추가된다. 미션 스테이션은 하나의 미션을 깰때마다 리워드가 추가된다. 그리고 특이한 스텝인 어나더 스텝이 이 버전부터 추가 되었다.

## 대표 곡
비트 오브 더 워 2, 월광, 위치 닥터, 러브 이스 어 데인저 존 pt. 2, 팬텀, 소방관 아저씨, 엔터 더 드래곤, 러브 이스 어 데인저 존 pt. 2 어나더

## 스테이션 종류
배틀 스테이션은 이 버전에서 잠시 삭제되었다가 피에스타에서 부활하였다.
- 이지 스테이션 (Easy Station): 새로 생긴 스테이션. 초보자들을 위한 스테이션.
- 아케이드 스테이션 (Arcade Station): 펌프 잇 업의 기본구성. 3스테이지와 보너스스테이지가 가능하며 인터넷랭킹이 지원된다.
- 리믹스 스테이션 (Remix Station): 리믹스 곡을 할 수 있는 곳. 2스테이지만 가능하다.
- 미션 스테이션 (Mission Station): 새로 생긴 스테이션. 이 버전에서 최초로 미션모드가 생겼다.

## 채널
- BanYa (반야) = 반야가 작곡한 곡만 모은 채널.
- K-Pop(한국 대중가요) = 대한민국의 가요들만 모은 채널.
- Pop (팝) = 대한민국 외 세계곡을 모은 채널.

## 모드
콤보 배틀은 이 버전에서 잠시 삭제되었다가 피에스타에서 부활한다.
- 노멀
- 하드
- 크레이지
- 프리스타일 (10개의 발판으로 1인용에만 사용가능)
- 나이트메어 (10개의 발판으로 1인용에만 사용가능)
- 스코어 배틀 (2인 플레이에만 사용가능)

## 수록곡
곡명의 배경색으로 빨간색이 펌프잇업의 반야(BanYa), 파란색이 가요(K-Pop), 노란색이 팝(Pop)의 곡으로 구성되어있다. 단 리믹스 곡들은 익시드2와 마찬가지로 3채널로 구성하지 않고 리믹스 스테이션에 속해있기 때문에 단일채널로 설정되었다. 곡 제목의 굵은 글씨는 펌프 잇 업의 인기 명곡이고 제로 이전버전의 곡들의 표 안에 굵은 동그라미는 변경 및 새로운 스텝이다. 그리고 어나더 스텝이 추가되었다.(어나더 스텝은 굵은 글씨로 표기하지 않는다.) 불행히도 이그니션 스타츠가 카운트 다운 소스 문제로 이 버전에서 삭제되었다. 그리고 또한 힙노시스도 역시 반야의 데뷔곡 양대산맥인 본 곡이 도매금, 덤과 희생양의 이유로 삭제되었다.

### 아케이드 스테이션(일반 곡) 목록
| 곡제목                                     | 일반 스텝 | 일반 스텝 | 일반 스텝 | 일반 스텝  | 일반 스텝  | 어나더 스텝 | 어나더 스텝 | 어나더 스텝 | 어나더 스텝 | 어나더 스텝 |
| 곡제목                                     | 노멀      | 하드      | 크레이지  | 프리스타일 | 나이트메어 | 노멀        | 하드        | 크레이지    | 프리스타일  | 나이트메어  |
| ------------------------------------------ | --------- | --------- | --------- | ---------- | ---------- | ----------- | ----------- | ----------- | ----------- | ----------- |
| “핑클 - 영원한 사랑”                       | O         | X         | X         | X          | O          | X           | X           | X           | X           | X           |
| ‘클론 - 돌아와’                            | O         | O         | O         | O          | O          | X           | X           | X           | X           | X           |
| 클론 - 펑키 투나잇                         | O         | O         | O         | O          | X          | X           | X           | X           | X           | X           |
| “노바소닉 - 증오”                          | O         | O         | O         | O          | O          | X           | X           | X           | X           | X           |
| 노바소닉 - 또다른 진심                     | O         | O         | O         | O          | O          | X           | X           | X           | X           | ?           |
| “반야 - 싫어”                              | O         | O         | X         | O          | X          | X           | X           | X           | X           | X           |
| 반야 - 파이널 오디션                       | O         | O         | O         | O          | O          | X           | X           | ?           | X           | ?           |
| 반야 - 엑스트라바간자                      | X         | O         | O         | O          | O          | X           | X           | ?           | X           | ?           |
| H.O.T. - 투지                              | O         | X         | X         | O          | X          | X           | X           | X           | X           | X           |
| 젝스키스 - 컴 백                           | X         | O         | O         | X          | O          | X           | X           | X           | X           | X           |
| 젝스키스 - 뫼비우스의 띠                   | X         | O         | O         | O          | O          | X           | X           | X           | X           | X           |
| 곡제목                                     | 일반 스텝 | 일반 스텝 | 일반 스텝 | 일반 스텝  | 일반 스텝  | 어나더 스텝 | 어나더 스텝 | 어나더 스텝 | 어나더 스텝 | 어나더 스텝 |
| 곡제목                                     | 노멀      | 하드      | 크레이지  | 프리스타일 | 나이트메어 | 노멀        | 하드        | 크레이지    | 프리스타일  | 나이트메어  |
| 반야 - 파이널 오디션 2                     | X         | O         | O         | O          | O          | X           | X           | ?           | X           | ?           |
| 반야 - 태동                                | X         | O         | O         | O          | O          | X           | X           | X           | X           | X           |
| 반야 - 터키 행진곡                         | X         | O         | O         | O          | O          | X           | X           | X           | X           | X           |
| 반야 - 님과 함께                           | O         | X         | O         | X          | O          | X           | X           | X           | X           | X           |
| 반야 - 프리 스타일                         | O         | X         | X         | O          | X          | X           | X           | X           | X           | X           |
| 반야 - 그녀는 피자를 좋아해                | X         | O         | O         | O          | O          | X           | X           | X           | X           | X           |
| 반야 - 펌핑 업                             | X         | O         | X         | X          | X          | X           | X           | X           | X           | X           |
| 타샤니 - 경고                              | O         | O         | O         | O          | X          | X           | X           | X           | X           | X           |
| 유승준 - 연가                              | O         | O         | O         | O          | O          | X           | X           | X           | X           | X           |
| “듀스 - 우리는”                            | O         | O         | O         | O          | O          | X           | X           | X           | X           | X           |
| 반야 - 무혼                                | O         | O         | O         | O          | O          | X           | X           | X           | X           | X           |
| 반야 - 미스터 라푸스                       | O         | O         | O         | O          | O          | X           | X           | X           | ?           | ?           |
| “노바소닉 - 뛰어봐!”                       | O         | O         | O         | O          | O          | X           | X           | X           | X           | X           |
| 반야 - N                                   | O         | O         | O         | O          | X          | X           | X           | X           | X           | X           |
| 반야 - 롤링 크리스마스                     | O         | O         | O         | O          | O          | X           | X           | X           | X           | X           |
| 반야 - 베토벤 바이러스                     | O         | O         | O         | O          | O          | X           | X           | X           | X           | X           |
| 노바소닉 - 슬램                            | O         | O         | O         | O          | O          | X           | X           | X           | X           | X           |
| 곡제목                                     | 일반 스텝 | 일반 스텝 | 일반 스텝 | 일반 스텝  | 일반 스텝  | 어나더 스텝 | 어나더 스텝 | 어나더 스텝 | 어나더 스텝 | 어나더 스텝 |
| 곡제목                                     | 노멀      | 하드      | 크레이지  | 프리스타일 | 나이트메어 | 노멀        | 하드        | 크레이지    | 프리스타일  | 나이트메어  |
| ‘크라잉 넛 - 서커스 매직 유랑단’           | X         | X         | X         | X          | X          | X           | X           | X           | X           | ?           |
| “듀크 - 스타리안”                          | X         | O         | O         | O          | X          | X           | X           | X           | X           | X           |
| 허니패밀리 - 랩교 3막                      | O         | O         | O         | O          | O          | X           | X           | X           | X           | X           |
| ‘티티마 - 론너’                            | X         | O         | O         | O          | O          | X           | X           | X           | X           | X           |
| 반야 - 파이널 오디션 에피소드 1            | X         | O         | O         | O          | O          | X           | X           | X           | X           | X           |
| 반야 - 닥터. M                             | O         | O         | O         | O          | O          | X           | X           | X           | X           | X           |
| 반야 - 러브 이스 어 데인저 존              | O         | O         | O         | O          | O          | X           | X           | ?           | ?           | ?           |
| 반야 - 마이 웨이                           | O         | O         | O         | O          | O          | X           | X           | X           | X           | X           |
| 반야 - 포인트 브레이크                     | O         | O         | O         | O          | X          | X           | X           | X           | X           | X           |
| 반야 - 스트리트 쇼 다운                    | O         | O         | O         | O          | O          | X           | X           | X           | X           | X           |
| 반야 - 윈터                                | O         | O         | O         | O          | O          | X           | X           | X           | X           | X           |
| 반야 - 윌 O' 더 위스프                     | O         | O         | O         | O          | O          | X           | X           | X           | X           | X           |
| “디바 - 딱이야!”                           | O         | O         | O         | O          | O          | X           | X           | X           | X           | X           |
| 반야 - 부크                                | O         | O         | O         | O          | O          | X           | X           | X           | ?           | ?           |
| 반야 - 우편마차                            | O         | O         | O         | O          | O          | X           | X           | X           | X           | X           |
| 반야 - 비                                  | O         | O         | O         | O          | O          | X           | X           | X           | X           | X           |
| 스쿱 핏, 조이스 라일 - 클랩 유어 핸즈      | O         | O         | O         | O          | O          | X           | X           | X           | X           | X           |
| 퀸 라틴 - 콩가                             | O         | O         | O         | O          | O          | X           | X           | X           | X           | X           |
| 모즈키토 - 에레스 파라 미                  | O         | O         | O         | O          | X          | X           | X           | X           | ?           | X           |
| 갠스 - 조인 더 파티                        | O         | O         | O         | O          | O          | X           | X           | X           | X           | ?           |
| 모즈키토 - 멕시 멕시                       | O         | O         | O         | O          | X          | X           | X           | X           | X           | ?           |
| 반야 - 비트 오브 더 워                     | O         | O         | O         | O          | O          | X           | X           | X           | X           | X           |
| “노바소닉 - 태양의 나라”                   | O         | O         | O         | O          | O          | X           | X           | X           | X           | X           |
| 반야 - 컴 투 미                            | O         | O         | O         | O          | O          | X           | X           | X           | X           | X           |
| 곡제목                                     | 일반 스텝 | 일반 스텝 | 일반 스텝 | 일반 스텝  | 일반 스텝  | 어나더 스텝 | 어나더 스텝 | 어나더 스텝 | 어나더 스텝 | 어나더 스텝 |
| 곡제목                                     | 노멀      | 하드      | 크레이지  | 프리스타일 | 나이트메어 | 노멀        | 하드        | 크레이지    | 프리스타일  | 나이트메어  |
| 반야 - 파이널 오디션 3 U.F.                | O         | O         | O         | O          | O          | X           | X           | X           | X           | ?           |
| 반야 - 태동 2                              | O         | O         | O         | O          | O          | X           | X           | X           | X           | ?           |
| 반야 - 몽키 핑거즈                         | O         | O         | O         | O          | O          | X           | X           | X           | X           | X           |
| 반야 - 블레이징                            | O         | O         | O         | O          | O          | X           | X           | X           | X           | X           |
| 반야 - 펌프 미 아마데우스                  | O         | O         | O         | O          | O          | X           | X           | X           | X           | X           |
| 반야 - 엑스트림                            | O         | O         | O         | O          | O          | X           | X           | X           | X           | X           |
| 크래쉬 - 디그니티                          | O         | O         | O         | O          | O          | X           | X           | X           | X           | X           |
| 원투 - 자! 엉덩이                          | O         | O         | O         | O          | O          | X           | X           | X           | X           | X           |
| 보아 - 발렌티                              | O         | O         | O         | O          | O          | X           | X           | X           | X           | X           |
| “크래쉬 - 니가 진짜로 원하는게 뭐야?”      | O         | O         | O         | O          | O          | X           | X           | X           | X           | X           |
| 유니 - 가                                  | O         | O         | O         | O          | O          | X           | X           | X           | X           | X           |
| 데비 스코트 - 키스 미                      | O         | O         | O         | O          | O          | X           | X           | X           | X           | X           |
| 카오마 - 에사 마네이라                     | O         | O         | O         | O          | O          | X           | X           | X           | X           | X           |
| 로스 니노스 디 사라 - 라 쿠바니타          | O         | O         | O         | O          | O          | X           | X           | X           | X           | X           |
| ROD - 셰이크 잇 업                         | O         | O         | O         | O          | O          | X           | X           | X           | X           | X           |
| 스맥스 - 원 러브                           | O         | O         | O         | O          | O          | X           | X           | X           | X           | X           |
| 빅토리아 - 파워 오브 드림                  | O         | O         | O         | O          | O          | X           | X           | X           | X           | X           |
| 빅토리아 - 워치 아웃                       | O         | O         | O         | O          | O          | X           | X           | X           | X           | X           |
| 엘 쿠바 - 피에스타                         | O         | O         | O         | O          | O          | X           | X           | X           | X           | X           |
| 제너럴 그랜트 - 소카 메이크 유 램 램       | O         | O         | O         | O          | O          | X           | X           | X           | X           | X           |
| 렉시 - 애송이                              | O         | O         | O         | O          | O          | X           | X           | X           | X           | X           |
| 원타임 - HOT 뜨거                          | O         | O         | O         | O          | O          | X           | X           | X           | X           | X           |
| ‘BMK - 떠나버려’                           | O         | O         | O         | O          | O          | X           | X           | X           | X           | X           |
| 은지원 - 만취 인 멜로디                    | O         | O         | X         | O          | X          | X           | X           | X           | X           | X           |
| 솜이 - 예지몽                              | O         | O         | O         | O          | O          | X           | X           | X           | X           | X           |
| 주다인 - 너너                              | O         | O         | O         | O          | O          | X           | X           | X           | X           | X           |
| 이현도 - 사자후                            | O         | O         | O         | O          | O          | X           | X           | X           | X           | X           |
| 이현도 - 폭풍                              | O         | O         | O         | O          | O          | X           | X           | X           | X           | X           |
| 엄정화 - 이터니티                          | O         | O         | O         | O          | O          | X           | X           | X           | X           | X           |
| 하리수 - 폭시 레이디                       | O         | O         | O         | O          | O          | X           | X           | X           | X           | X           |
| 샤인 - 투 레잇                             | O         | O         | X         | O          | X          | X           | X           | X           | X           | X           |
| 왁스 - 내게 남은 사랑을 다 줄게            | O         | O         | O         | O          | O          | X           | X           | X           | X           | ?           |
| 와미 - 후 야 예                            | O         | O         | O         | O          | O          | X           | X           | X           | X           | X           |
| ‘아소토 유니온 - 위 돈 스탑!’              | O         | O         | O         | O          | O          | X           | X           | X           | X           | X           |
| 반야 - J 봉                                | O         | O         | O         | O          | O          | X           | X           | X           | X           | X           |
| 반야 - 하이 바이                           | O         | O         | O         | O          | O          | X           | X           | X           | X           | X           |
| 반야 - 무혼 2                              | O         | O         | O         | O          | O          | X           | X           | ?           | X           | ?           |
| 반야 - 캐논-D                              | O         | O         | O         | O          | O          | X           | X           | X           | X           | X           |
| 만레사 - 레 꼬드 드 봉 꽁듀와뜨            | O         | O         | O         | O          | O          | X           | X           | X           | X           | X           |
| 곡제목                                     | 일반 스텝 | 일반 스텝 | 일반 스텝 | 일반 스텝  | 일반 스텝  | 어나더 스텝 | 어나더 스텝 | 어나더 스텝 | 어나더 스텝 | 어나더 스텝 |
| 곡제목                                     | 노멀      | 하드      | 크레이지  | 프리스타일 | 나이트메어 | 노멀        | 하드        | 크레이지    | 프리스타일  | 나이트메어  |
| 반야 - 비트 오브 더 워 2                   | O         | O         | O         | O          | O          | X           | X           | X           | X           | X           |
| 반야 - 월광                                | X         | O         | O         | O          | O          | X           | X           | X           | X           | X           |
| 반야 - 위치 닥터                           | X         | X         | ?         | X          | ?          | X           | X           | ?           | X           | ?           |
| 반야 - 러브 이스 어 데인저 존 pt. 2        | O         | O         | O         | O          | O          | X           | X           | X           | X           | X           |
| 반야 - 팬텀                                | X         | O         | O         | O          | O          | X           | X           | X           | X           | X           |
| 반야 - 파파 곤잘레스                       | X         | O         | O         | O          | O          | X           | X           | X           | X           | X           |
| 반야 - 점프                                | O         | O         | O         | X          | X          | X           | X           | X           | X           | X           |
| 드렁큰 타이거 - 긴급상황                   | O         | O         | O         | O          | O          | X           | X           | X           | X           | X           |
| 조PD - 친구여                              | O         | O         | O         | O          | O          | X           | X           | X           | ?           | X           |
| 유진 - 폭풍의 언덕                         | O         | O         | X         | O          | X          | X           | X           | X           | X           | X           |
| 레이지 본 - 두 잇 유어 셀프                | X         | O         | O         | O          | O          | X           | X           | X           | X           | ?           |
| 거북이 - 왜 이래?                          | O         | O         | O         | O          | O          | X           | X           | X           | X           | X           |
| 은지원 - 올빼미                            | O         | O         | X         | O          | X          | X           | X           | X           | X           | X           |
| ‘루이스 - 중화반점’                        | O         | O         | O         | O          | O          | X           | X           | X           | X           | X           |
| ‘스푸키 바나나 - 소방관 아저씨’            | O         | O         | O         | O          | O          | X           | X           | X           | X           | X           |
| 티오 - 발자국                              | X         | O         | O         | O          | O          | X           | X           | X           | X           | X           |
| 장윤정 - 어머나                            | O         | O         | O         | O          | O          | X           | X           | X           | X           | X           |
| “JTL - 엔터 더 드래곤”                     | O         | O         | O         | O          | O          | X           | X           | X           | X           | X           |
| 페리 - 스톰                                | O         | O         | O         | O          | O          | X           | X           | X           | X           | X           |
| 미나 - 돌아                                | O         | O         | O         | O          | O          | X           | X           | X           | X           | X           |
| 판데라 - I 러브 유 베이비                  | O         | O         | O         | O          | O          | X           | X           | X           | X           | X           |
| 캐시 황 - 업 업                            | O         | O         | O         | O          | O          | X           | X           | X           | X           | X           |
| 반야 - 러브 이스 어 데인저 존 pt. 2 어나더 | X         | X         | X         | X          | X          | X           | ?           | ?           | X           | ?           |
| 곡제목                                     | 일반 스텝 | 일반 스텝 | 일반 스텝 | 일반 스텝  | 일반 스텝  | 어나더 스텝 | 어나더 스텝 | 어나더 스텝 | 어나더 스텝 | 어나더 스텝 |
| 곡제목                                     | 노멀      | 하드      | 크레이지  | 프리스타일 | 나이트메어 | 노멀        | 하드        | 크레이지    | 프리스타일  | 나이트메어  |

### 리믹스 스테이션 곡(리믹스 곡) 목록
리믹스 스테이션에 있는 리믹스 곡을 수록하였다. 제로에서는 익시드2과 같이 리믹스 곡들은 곡별을 구성하지 않았다. 이 버전에서 신곡은 3곡만 있다.
- 리믹스 곡

| 곡제목                                                | 하드 | 크레이지 | 프리스타일 | 나이트메어 | 수록곡                                            |
| ----------------------------------------------------- | ---- | -------- | ---------- | ---------- | ------------------------------------------------- |
| “터보 - 터보 리믹스”                                  | O    | O        | O          | X          | 선택 온리 세븐틴 나 어릴적의 꿈 굿바이 예스터데이 |
| 드렁큰 타이거/허니 패밀리 - 드렁큰 패밀리 리믹스      | O    | O        | O          | X          | 난 널 원해 랩교 1막                               |
| ‘클론/젝스키스 - 2nd 히든 리믹스’                     | O    | O        | O          | O          | 돌아와 펑키 투나잇 로드 파이터                    |
| 반야 - 반야 힙합 리믹스                               | O    | O        | O          | X          | 싫어 프리 스타일 미드나잇 블루                    |
| “노바소닉 - 노바소닉 리믹스"                          | O    | O        | O          | X          | 또다른 진심 증오                                  |
| “노바소닉/크래쉬 - 노바래쉬 리믹스”                   | O    | O        | O          | X          | 태양의 나라 니가 진짜로 원하는게 뭐야?            |
| 렉시/원타임 - 렉시 & 원타임 리믹스                    | O    | O        | O          | X          | 애송이 HOT 뜨거                                   |
| 반야 - 트림 북 오브 더 워 리믹스                      | O    | O        | O          | O          | 엑스트림 부크 비트 오브 더 워                     |
| 반야 - 반야 클래식 리믹스                             | O    | O        | O          | O          | 베토벤 바이러스 윈터 펌프 미 아마데우스           |
| ‘듀스 - 듀스 리믹스’                                  | O    | O        | O          | X          | 나를 돌아봐 김성재의 말하자면 우리는              |
| 샤인/보아/와미 - 디바 리믹스                          | O    | O        | O          | X          | 투 레잇 발렌티 후 야 예                           |
| 다운 로우/모즈키토/BMK/엄정화 - 월드 리믹스           | O    | O        | O          | X          | 러브씽 에레스 파라 미 떠나버려 이터니티           |
| 반야 - 러브 이스 어 데인저 존 pt. 2: 트라이 투 B.P.M. | O    | O        | O          | O          | 러브 이스 어 데인저 존 1&2                        |
| 드렁큰 타이거/패리/JTL/은지원 - 제로 K-힙합 믹스      | O    | O        | O          | X          | 긴급상황 스톰 엔터 더 드래곤 만취 인 멜로디       |
| 거북이/조PD/하리수/장윤정 - 제로 K-하우스 믹스        | O    | O        | O          | X          | 왜 이래? 친구여 폭시 레이디 어머나                |
| 곡제목                                                | 하드 | 크레이지 | 프리스타일 | 나이트메어 | 수록곡                                            |

- 풀송 곡

| 곡제목                      | 하드 | 크레이지 | 프리스타일 | 나이트메어 |
| --------------------------- | ---- | -------- | ---------- | ---------- |
| 크래쉬 - 디그니티 풀 리믹스 | O    | O        | O          | X          |
| 반야 - 캐논-D 풀 송 믹스    | X    | O        | X          | X          |
| 곡제목                      | 하드 | 크레이지 | 프리스타일 | 나이트메어 |

## 버그 문제점
어나더 스텝 채널에 버그가 있었다. 파이널 오디션 어나더 노멀이 존재했는데, 시작하기 위해 스텝을 밟아도 계속 READY만 뜰 뿐인데 시작되지 않다가, 시간초과로 곡이 시작되면 인트로의 턴테이블 소리가 지나고 검은화면에 무시무시한 미스가 뜨며 폭사하여 게임이 끝나게 된다.

## 미션 스테이션의 미션 목록
- 미션 1
  - 1.사자후 프리스타일(2배속 + 각종 아이템) 목표: A랭크 이상 획득
  - 2.베토벤 바이러스 하드(2배속 + 음표 스킨) 목표: 맥스 콤보 72 달성
  - 3.터키 행진곡 하드(2배속 + 지뢰) 목표: A랭크 이상 획득

- 미션 2
  - 1.X-트림 프리스타일(4배속 + 배니쉬 + 올드 스킨) 목표: B랭크 이상 획득
  - 2.캐논-D 하드(2배속 + 랜덤 스텝 + 각종 아이템) 목표: A랭크 이상 획득
  - 3.펌프 미 아마데우스 하드(어스웜) 목표: A랭크 이상 획득

- 미션 3
  - 1.자! 엉덩이 하드(3배속 + 배니쉬) 목표: 맥스 콤보 108 달성
  - 2.어머나 크레이지(4배속 + 지뢰 + 이지 스테이션 스킨) 목표: A랭크 이상 획득
  - 3.중화반점 크레이지(2배속 + 슬라임 스킨) 목표: 미스 10 이하

- 미션 4
  - 1.J 봉 크레이지(4배속) 목표: 맥스 콤보 480 이상
  - 2.블레이징 크레이지(랜덤 배속 + 미러 + 지뢰) 목표: A랭크 이상 획득
  - 3.위치 닥터 크레이지(3배속 + 올드 스킨) 목표: A랭크 이상 획득

- 미션 5
  - 1.하이-바이 프리스타일(4배속) 목표: 맥스 콤보 350 이상
  - 2.닥터. M 프리스타일(4배속 + 지뢰) 목표: A랭크 이상 획득
  - 3.몽키 핑거즈 프리스타일(4배속 + 랜덤 스텝 + 배니쉬) 목표: A랭크 이상 획득

- 미션 6
  - 1.윈터 크레이지(2배속 + 어스웜 + 슬라임 스킨) 목표: A랭크 이상 획득
  - 2.베토벤 바이러스 크레이지(3배속 + 랜덤 스텝 + 오광 스킨 + 지뢰) 목표: A랭크 이상 획득
  - 3.레 꼬드 봉 꽁뜌 와뜨 크레이지(3배속 + 랜덤 스텝 + 각종 아이템 + 음표 스킨) 목표: 미스 15이하

- 미션 7
  - 1.파파 곤잘레스 나이트메어(4배속 + 지뢰) 목표: 미스 30 이하
  - 2.엔터 더 드래곤 나이트메어(4배속) 목표: 맥스 콤보 300 이상
  - 3.멕시 멕시 어나더 나이트메어(4배속 + 프리덤) 목표: S랭크 획득
- 리워드: 위치 닥터

- 미션 8
  - 1.경고 하드(1배속 + 랜덤 스텝 + 지뢰 + 슬라임 스킨) 목표: A랭크 이상 획득
  - 2.연가 하드(4배속 + 랜덤 스텝 + 음표 스킨) 목표: A랭크 이상 획득
  - 3.우리는 하드(어스 웜 + 랜덤 스텝) 목표: A랭크 이상 획득

- 미션 9
  - 1.컴 백 크레이지{신스텝}(3배속) 목표: 맥스 콤보 500 이상
  - 2.X-트림 크레이지(4배속 + 지뢰 + 프리덤) 목표: 미스 15 이하
  - 3.J 봉 크레이지(4배속 + 배니쉬) 목표: A랭크 이상 획득
- 리워드: 이지 스테이션 스킨

- 미션 10
  - 1.내게 남은 사랑을 다 줄께 어나더 나이트메어(4배속 + 오광 스킨) 목표: 미스 50 이하
  - 2.러브 이스 어 데인저 존 나이트메어(4배속 + 프리덤) 목표: 154콤보, 미스 20 이하
  - 3.러브 이스 어 데인저 존 2 나이트메어(4배속 + 슬라임 스킨) 목표: A랭크 이상 획득
- 리워드: 음표 스킨

- 미션 11
  - 1.무혼 2 어나더 크레이지(4배속 + 슬라임 스킨) 목표: 미스 20 이하
  - 2.파이널 오디션 1 크레이지(4배속 + 프리덤 + 각종 아이템) 목표: A랭크 이상 획득
  - 3.윌 O' 더 위스프 크레이지(4배속 + 배니쉬) 목표: A랭크 이상 획득
- 리워드: 올드 스킨

- 미션 12
  - 1.싫어 프리스타일(8배속 + 크로스 에어) 목표: A랭크 이상 획득(BPM: 90.4.)
  - 2.투지 프리스타일(8배속 + 지뢰 + 슬라임 스킨) 목표: B랭크 이상 힉득(BPM: 98)
  - 3.펑키 투나잇 프리스타일(8배속 + 크로스 에어) 목표: B랭크 이상 획득(BPM: 104)
- 리워드: 리버스 그레이드

- 미션 13
  - 1.돌아와 하드(4배속 + 랜덤 스텝 + 각종 아이템) 목표: A랭크 이상 획득
  - 2.J 봉 하드(2배속 + 액셀러레이션 + 오광 스킨) 목표: A랭크 이상 획득
  - 3.또다른 진심 하드(8배속 + 랜덤 스텝) 목표: A랭크 이상 획득

- 미션 14
  - 1.클랩 유어 핸즈 크레이지(4배속 + 음표 스킨) 목표: 맥스 콤보 280 이상
  - 2.파워 오브 드림 크레이지(4배속 + 각종 아이템 + 오광 스킨) 목표: A랭크 이상 획득
  - 3.조인 더 파티 어나더 나이트메어(3배속) 목표: 맥스 콤보 250 이상

- 미션 15
  - 1.또다른 진심 어나더 나이트메어(4배속) 목표: 미스 20 이하
  - 2.돌아 나이트메어(3배속) 목표: 맥스 콤보 200 이상
  - 3.컴 백 나이트메어(3배속) 목표: 올콤.
- 리워드: 러브 이스 어 데인저 존 2 MR버전 하드, 크레이지, 나이트메어

- 미션 16
  - 1.우편마차 프리스타일(2배속 + 어스웜) 목표: A랭크 획득
  - 2.윈터 프리스타일(4배속) 목표: 콤보 280 이상
  - 3.미스터 라푸스 프리스타일(4배속 + 오광 스킨 + 배니쉬) 목표: 노 미스
- 리워드: 러브 이스 어 데인저 존 1 어나더 프리스타일, 나이트메어

- 미션 17
  - 1.디그니티 크레이지(3배속 + 배니쉬 + 프리덤) 목표: 미스 20 이하, 콤보 300 이상
  - 2.콩가 나이트메어(배속 + 배니쉬 + 미러 + 각종 아이템) 목표: 미스 5 이하
  - 3.비 나이트메어(배속 + 배니쉬) 목표: 콤보 250 이상, 미스 20이하
- 리워드: 위치 닥터 어나더 크레이지

- 미션 18
  - 1.우리는 하드(4배속 + 랜덤 스텝 + 배니쉬) 목표: A랭크 이상 획득
  - 2.연가 하드(3배속 + 배니쉬 + 지뢰 + 슬라임 스킨) 목표: 노 미스
  - 3.싫어 하드(8배속 + 랜덤 스텝 + 배니쉬) 목표: 콤보 100 이상
- 리워드: 눈알 스킨

- 미션 19
  - 1.소방관 아저씨 나이트메어(4배속 + 지뢰 + 프리덤) 목표: A랭크 이상 획득
  - 2.태동 1 나이트메어(3배속 + 지뢰 + 배니쉬) 목표: A랭크 이상 획득
  - 3.윈터 나이트메어(4배속 + 지뢰 + 배니쉬 + 프리덤) 목표: 콤보 250 이상
- 리워드: 파이널 오디션 1 어나더 크레이지

- 미션 20
  - 1.님과 함께 하드 (2배속 + 배니쉬) 목표: A랭크 이상 획득
  - 2.프리스타일 프리스타일{...}(3배속 + 크로스 에어 + 배니쉬) 목표: A랭크 이상 획득
  - 3.엑스트라바간자 하드(1배속 + 지뢰 + 배니쉬) 목표: 미스 7 이하
- 리워드: 조인 더 파티 어나더 나이트메어

- 미션 21
  - 1.월광 크레이지(1배속) 목표: D랭크 이상 획득
  - 2.셰이크 잇 업 나이트메어(4배속 + 각종 아이템) 목표: 미스 11개
  - 3.비트 오브 더 워 2 나이트메어(3배속 + 배니쉬) 목표: 미스 7개 이하

- 미션 22
  - 1.뫼비우스의 띠 하드(4배속 + 랜덤 스텝 + 배니쉬 + 지뢰) 목표: 맥스 콤보 150 이상
  - 2.I 러브 유 베이비 하드(어스 웜 + 랜덤 + 배니쉬) 목표: 올콤
  - 3.터키 행진곡 프리스타일(3배속 + 크로스 에어) 목표: 맥스 콤보 150 이상

- 미션 23
  - 1.파이널 오디션 1 어나더 크레이지(4배속 + 배니쉬) 목표: 맥스 콤보 250 이상
  - 2.하이-바이 나이트메어(4배속 + 각종 아이템 + 음표 스킨) 목표: 맥스 콤보 150 이상
  - 3.발렌티 나이트메어(랜덤 배속 + 슬라임 스킨) 목표: S랭크 획득

- 미션 24
  - 1.미스터 라푸스 어나더 나이트메어(3배속 + 음표 스킨) 목표: 미스 30 미만
  - 2.두 잇 유어셀프 어나더 나이트메어(4배속) 목표: 미스 50 미만
  - 3.태동 2 어나더 나이트메어(4배속) 목표: 맥스 콤보 300 이상
- 리워드: 스코어 배틀

- 미션 25
  - 1.N 하드(랜덤 배속 + 랜덤 스텝) 목표: S랭크 달성
  - 2.그녀는 피자를 좋아해 하드(3배속 + 지뢰) 목표: 콤보 200 이상
  - 3.러브 이스 어 데인저 존 2 하드(3배속 + 올드 스킨) 목표: 올콤

- 미션 26
  - 1.X-트림 나이트메어(4배속 + 프리덤) 목표: 콤보 450 이상
  - 2.파이널 오디션 2 나이트메어(4배속) 목표: 맥스 콤보 339 달성
  - 3.서커스 매직 유랑단 어나더 나이트메어(3배속 + 배니쉬) 목표: 굿, 배드, 미스 합 10미만
- 리워드: 서커스 매직 유랑단 어나더 나이트메어(...)

- 미션 27
  - 1.레 꼬드 봉 꽁뜌 와뜨 나이트메어(3배속 + 지뢰 + 오광 스킨) 목표: 콤보 340 이상
  - 2.터키 행진곡 나이트메어(4배속 + 지뢰 + 올드 스킨) 목표: A랭크 획득
  - 3.무혼 2 어나더 나이트메어(4배속 + 지뢰 + 슬라임 스킨) 목표: 미스 20 이하
- 리워드: 부크 어나더 프리스타일, 나이트메어

- 미션 28
  - 1.엑스트라바간자 어나더 나이트메어(3배속 + 이지 스테이션 스킨) 목표: 미스 20 이하
  - 2.파이널 오디션 1 어나더 크레이지(4배속 + 미러 + 음표 스킨) 목표: 맥스 콤보 200 이상
  - 3.캐논-D 나이트메어(4배속) 목표:맥스 콤보 473 달성
- 리워드: 내게 남은 사랑을 다 줄께 어나더 나이트메어

- 미션 29
  - 1.어머나 프리스타일(4배속 + 미러 + 배니쉬) 목표: 올콤
  - 2.베토벤 바이러스 프리스타일(4배속 + 오광 스킨 + 각종 아이템) 목표: 굿 3, 배드 2, 미스 1
  - 3.팬텀 프리스타일(3배속 + 음표 스킨) 목표: 콤보 123 달성

- 미션 30
  - 1.부크 어나더 나이트메어(3배속 + 프리덤 + 배니쉬) 목표: 맥스 콤보 333 이상, 미스 35 이하
  - 2.위치 닥터 어나더 나이트메어(3배속 + 미러 + 배니쉬) 목표: 맥스 콤보 555 이상, 미스 30 이하
  - 3.러브 이스 어 데인저 존 2{MR버전} 어나더 나이트메어{합플채보}(4배속 + 프리덤 + 배니쉬) 목표: 맥스 콤보 777 이상, 미스 25 이하

- 랜덤 미션(크레이지/나이트메어) (3배속)목표: B랭크 이상 획득
  - 랜덤 크레이지와 랜덤 나이트메어 미션은 어나더 스텝이 나오지 않음.
  - 중간 리워드: 어나더 채널, 엑스트라바간자 어나더 크레이지, 어머나, 파이널 오디션 2 어나더 나이트메어, 미스터 라푸스 어나더 나이트메어, 또 다른 진심 어나더 나이트메어, 위치 닥터 어나더 나이트메어, 두 잇 유어셀프 어나더 나이트메어, 파이널 오디션 1 어나더 나이트메어, 태동 2 어나더 나이트메어

| 펌프 잇 업 시리즈   | 펌프 잇 업 시리즈 | 펌프 잇 업 시리즈 | 펌프 잇 업 시리즈 | 펌프 잇 업 시리즈 |
| ------------------- | ----------------- | ----------------- | ----------------- | ----------------- |
| 펌프 잇 업 익시드 2 | <-                | 펌프 잇 업 제로   | ->                | 펌프 잇 업 NX     |